# Witte Volta

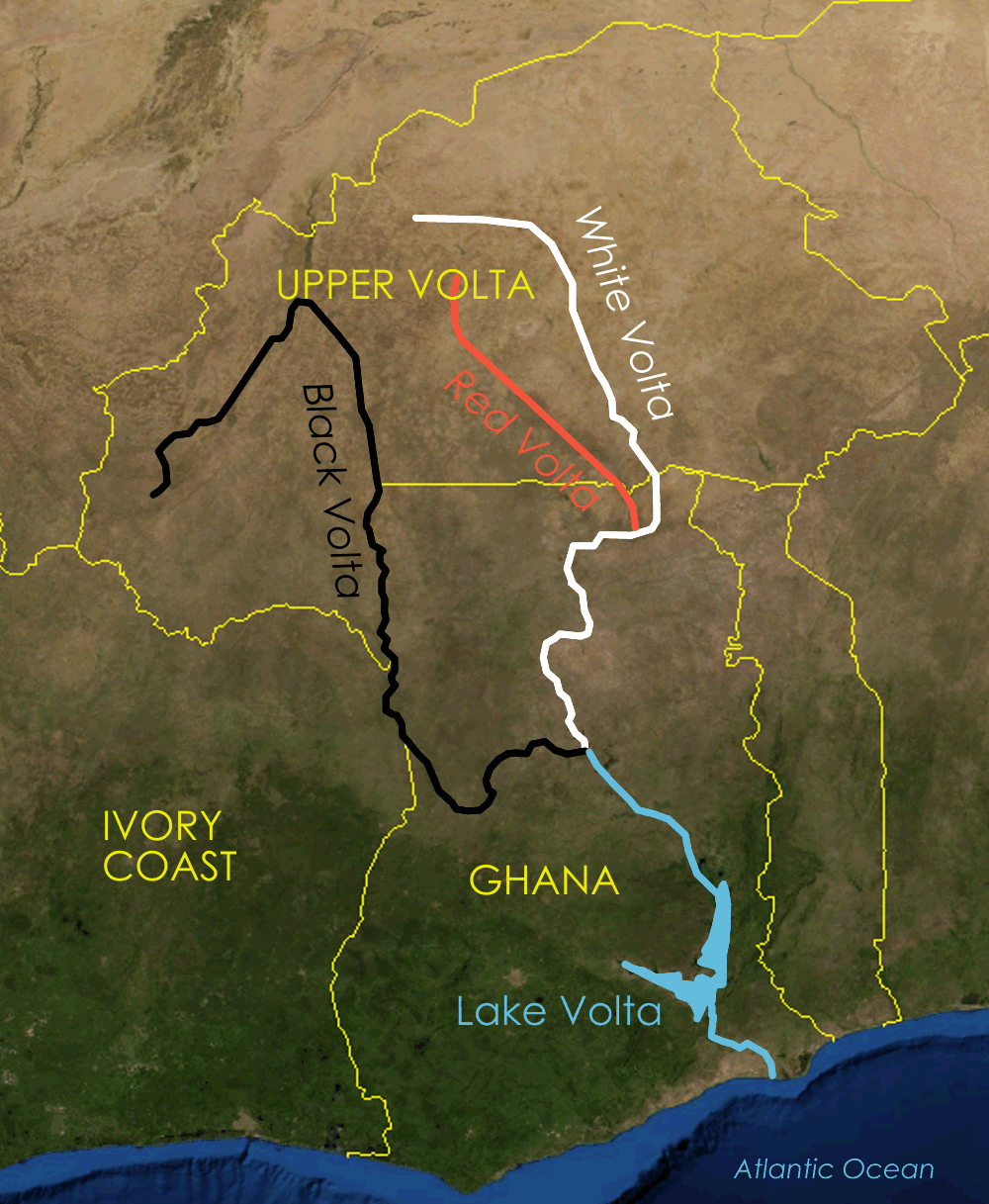
Locatie van de Witte Volta (witte lijn).

Witte Volta is een rivier in westelijk Afrika, van centraal Burkina Faso tot centraal Ghana.

## Oorsprong
De rivier heeft zijn bron in noordelijk Burkina Faso, ten oosten van de stad Ouahigouya (coördinaten: 13° 57′ 6″ Noord, 2° 4′ 34″ West).
In Burkina Faso wordt de rivier ook wel Nakambé genoemd.
Nabij de stad Bagré is op de rivier een stuwdam gebouwd (Bagré-stuwdam, coördinaten: 11° 30′ 31″ Noord, 0° 36′ 39″ West). De stuwdam wordt sinds zijn ontstaan in 1993 uitgebaat door de firma SONABEL.
De Witte Volta stroomt verder ongeveer zuidwaarts naar de grens met Ghana.
Verder zuidwaarts in Ghana krijgt ze nog het water van de Rode Volta als zijrivier.

## Volta-meer
Voor de bouw de Akosombodam in het begin van de jaren '60 kwamen de Zwarte Volta en de Witte Volta samen, om zo verder de rivier Volta te vormen, ten westen van de grote handelsstad Salaga. Deze samenvloeiing is sindsdien overstroomd door het ontstaan van het Voltameer. De instroom van de Witte Volta in het Volta-meer bevindt zich sindsdien veel noordelijker, nabij de stad Jaipei.
De rivier Volta stroomt vanaf de stuwdam verder zuidoostwaarts naar de Atlantische Oceaan in de Golf van Guinea.

## Stroombekken
Zijrivieren van de Witte Volta zijn de rivieren Rode Volta, Kolpawen, Pendjari (Oti) en Sisili.
De lengte van de rivier bedraagt ongeveer 885 km, het stroombekken heeft een oppervlakte van ongeveer 160.000 km².
- Nationale Bibliotheek van Israël: 987007532975905171
- Virtual International Authority File: 315169069